# 青木定謙

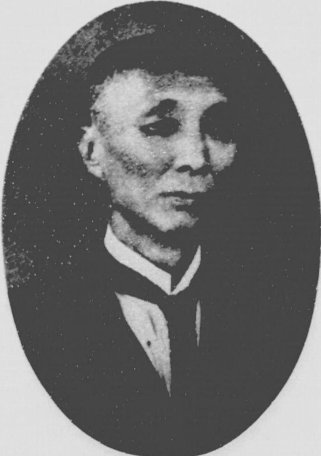
青木定謙

青木 定謙（あおき さだかね、安政3年8月4日（1856年9月2日） - 昭和5年〈1930年〉4月10日）は、内務官僚、札幌区長。

## 経歴
秋田市出身。1875年（明治8年）に小学校教員となり、その後仙北郡書記、山形県警部、秋田県警部、秋田県属を歴任した。1890年（明治23年）、秋田県参事官に任じられ、高知県参事官、島根県警部長、和歌山県警部長、新潟県警部長、広島県警部長、広島県事務官・第四部長を歴任した。
1906年（明治39年）、札幌区長に選出され、1912年（大正元年）まで在任した。
1922年（大正11年）より義勇財団海防義会の理事を務めた。

## 親族
- 青木戒三 - 長男。朝鮮総督府官僚。
- 青木得三 - 二男。大蔵官僚・経済学者。